# Lösens distrikt
Lösens distrikt är ett distrikt i Karlskrona kommun och Blekinge län. 
Distriktet ligger öster om Karlskrona. 

## Tidigare administrativ tillhörighet
Distriktet inrättades 2016 och utgörs av en del av området Karlskrona stad omfattade före 1971, den del som utgjort Lösens socken vilken 1967 uppgick i staden.
Området motsvarar den omfattning Lösens församling hade vid årsskiftet 1999/2000.